# Nīcgales pagasts
Nīcgales pagasts er en territorial enhed i Daugavpils novads i Letland. Pagasten etableredes i 1936, havde 854 indbyggere i 2010 og omfatter et areal på 96,39 kvadratkilometer. Hovedbyen i pagasten er Nīcgale. I Nīcgales pagasts ligger Nīcgales store sten, der er Letlands største vandreblok.